# Alessio Deledda
Alessio Deledda (10 december 1994) is een Italiaans autocoureur.

## Carrière
Deledda begon niet zoals de meeste autocoureurs in het karting, maar begon in plaats daarvan in de motorsport. Hij nam hier onder andere deel aan het Italiaanse Superstock 600-kampioenschap in 2017. Nadat successen uitbleven, stapte hij in 2018 over naar de autosport en maakte zijn Formule 4-debuut in het Italiaanse Formule 4-kampioenschap, waar hij het hele seizoen deelnam voor het team Technorace. Hij kende een moeilijk debuutseizoen en scoorde geen punten. Met een zeventiende plaats op het Autodromo Nazionale Monza als beste resultaat eindigde hij op de veertigste plaats in het kampioenschap. In het rookiekampioenschap wist hij wel enkele malen in de top 10 te finishen. Hier werd hij met 23 punten zestiende in het eindklassement.
In 2019 begon Deledda het seizoen in het winterkampioenschap van de Euroformula Open, waarin hij uitkwam voor het team Campos Racing. Het kampioenschap vond volledig plaats op het Circuit Paul Ricard, en Deledda eindigde de races op de achtste en negende plaats. Aansluitend maakt hij de overstap naar het nieuwe FIA Formule 3-kampioenschap, waarin hij eveneens uitkomt voor Campos. Hij kende een moeilijk seizoen waarin hij geen punten wist te scoren en een zestiende plaats op het Circuit Paul Ricard zijn beste klassering was. Hij eindigde het kampioenschap op de 29e plaats als laatste coureur die alle races reed. Tevens reed hij in elf races van de Eurocup Formule Renault 2.0 voor het team GRS, waarin hij eveneens niet tot scoren wist te komen. In de seizoensafsluiter in de Grand Prix van Macau eindigde hij de race als 25e.
In de winter van 2019 op 2020 reed Deledda in het Aziatische Formule 3-kampioenschap voor Hitech Grand Prix. Hij eindigde een aantal races in de punten, met een zevende plaats op het Chang International Circuit als beste klassering. Met 21 punten werd hij vijftiende in het kampioenschap. Aansluitend keerde hij terug in de FIA Formule 3 bij Campos. Voor het tweede opeenvolgende seizoen wist hij geen punten te scoren, met twee twintigste plaatsen als beste klasseringen. Hij eindigde op de 34e plaats in het klassement, opnieuw als de laatste coureur die alle races reed.
In de winter van 2021 reed Deledda opnieuw in de Aziatische Formule 3, ditmaal bij het team Pinnacle Motorsport. Aansluitend maakte hij zijn debuut in de Formule 2 bij het team HWA Racelab. Hij kende hier een zwaar seizoen, waarin hij zich regelmatig als laatste kwalificeerde met enige seconden achterstand op de voorlaatste coureur. Ook in de races had hij het lastig: hij was vaak de laatste coureur die over de finish kwam. Hij kwam niet tot scoren en een twaalfde plaats op het Circuit de Monaco was zijn beste klassering van het seizoen.